# March 713

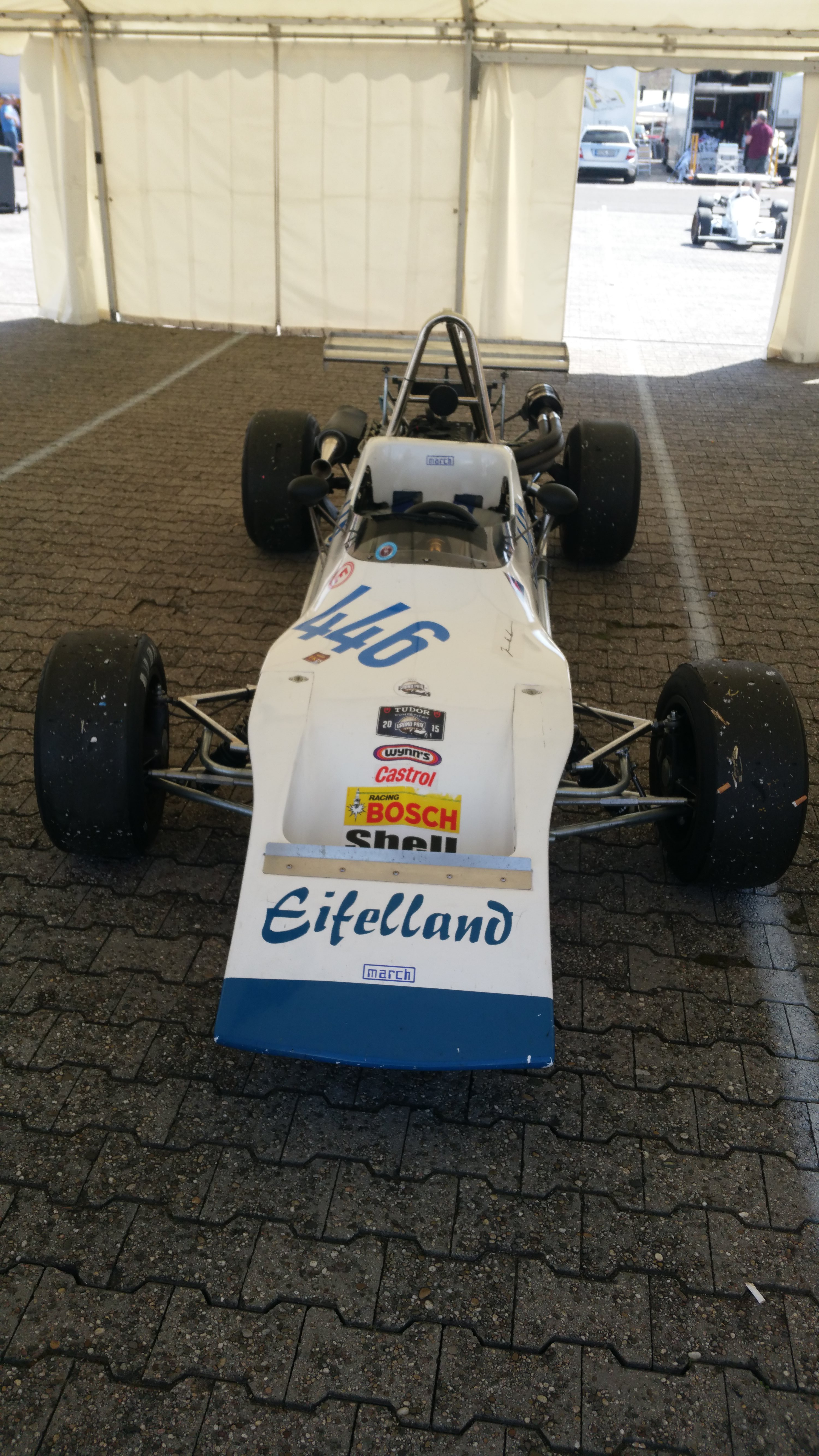
March 713

Der March 713 war ein Formel-3-Rennwagen, der 1970 von March Engineering konstruiert und ab 1971 gebaut und eingesetzt wurde. Er markierte die dritte Formel 3 Konstruktion von March und  den  Übergang  der  Rohrrahmen - Bauweise  zu  den  GFK - Monocoques.

## Entwicklungsgeschichte
Der March 713 entstand in der Saison 1971 als Nachfolger des übergewichtigen, daher wenig erfolgreichen, aber weiterentwickelten Vorgängermodells March 703. Dabei teilte er sich viele Konstruktionsmerkmale mit dem parallel gefertigten Formel 2 Modell March 712.

## Konstruktionsmerkmale
Der 713 wurde in der Saison in 2 Varianten gefertigt. Als "713S" (Spaceframe) in konventioneller Rohrrahmenbauweise sowie erstmals für March als 713M, wobei der Gitterrohrrahmen durch ein Monocoque aus GFK ersetzt wurde, was anfänglich noch einige Stabilitätsprobleme mit sich brachte.
Ausgerüstet wurden die Fahrzeuge mit Toyota- und BMW-Motoren, wobei letztere aufgrund des Ein-Nockenwellen-Prinzips den Doppelnockenwellen-Triebwerken der Japaner unterlegen waren.
Auch die kostengünstige Verwendung von Großserienteilen wie der Zentral-Drosselklappe des BMW 3.0 CSi trugen nicht unbedingt zur Konkurrenzfähigkeit des geradegestellten Motors vom BMW 2002 bei, der vor allem in der Durchzugsfähigkeit seine Probleme hatte. Angeflanscht daran war ein Hewland-Mk IV-Getriebe mit fünf Gängen, welches anfänglich über Hardyscheiben an den Antriebswellen (die vielfach später durch Gleichlaufgelenke ersetzt wurden) die Kraft auf die Hinterräder übertrug.
Größere Erfolge wurden dem Fahrzeug genau wie seinem Nachfolger 723 nicht zuteil, erst mit dem 733 wurde der Typ ausgereifter und erfolgreicher.

## Produktionszahlen
- 713S : 9 Chassis[1]
- 713M : 11 Chassis[2]
- 6 der 713 (ein 713M und 5 713S) gingen 1971 an das deutsche Eifelland Team.